# Österreichische Staatsdruckerei

Aktueller Firmensitz der OeSD in Wien-Liesing (Stand 2025)

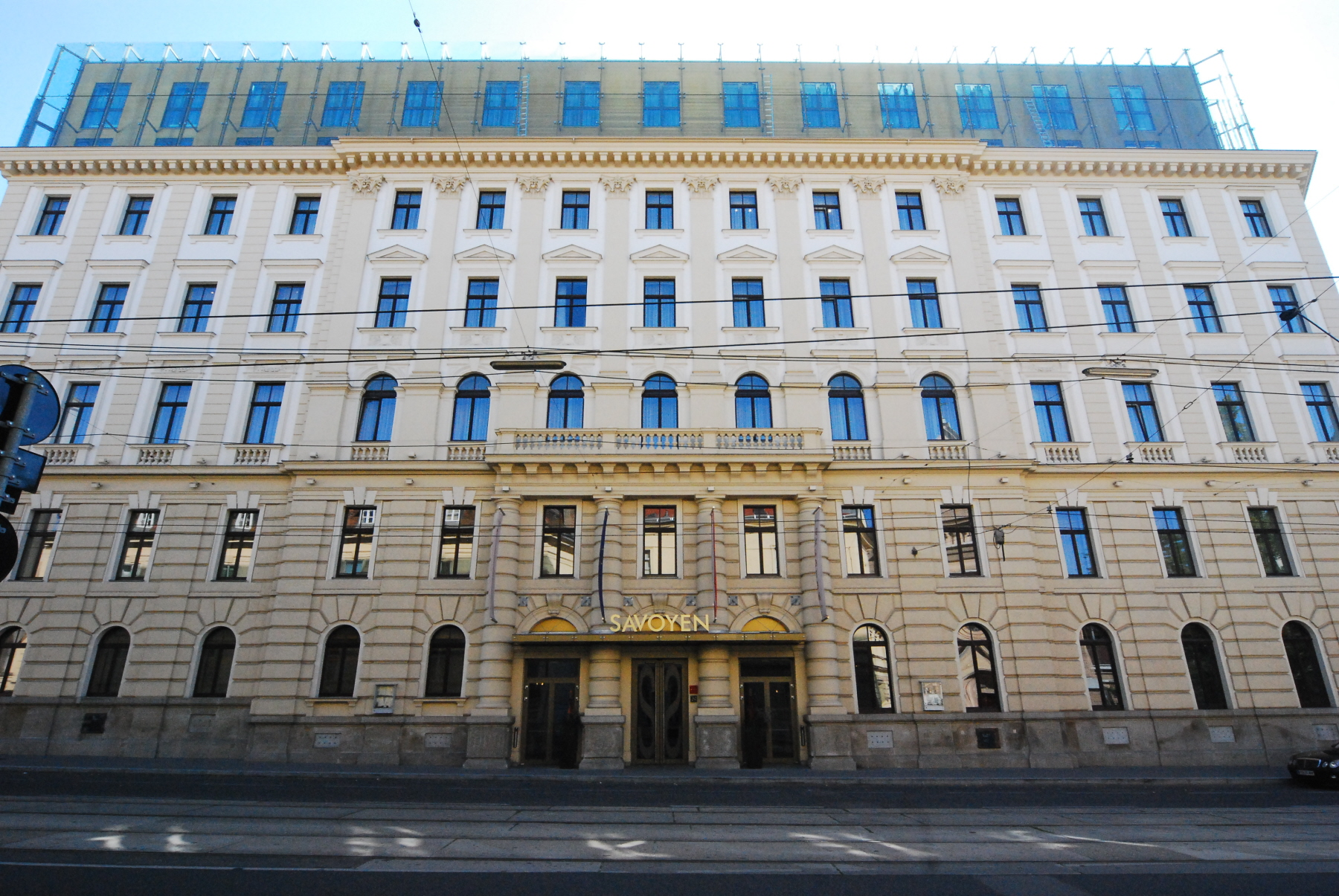
Das ehemalige Hauptgebäude der Österreichischen Staatsdruckerei am Rennweg in Wien (2011)

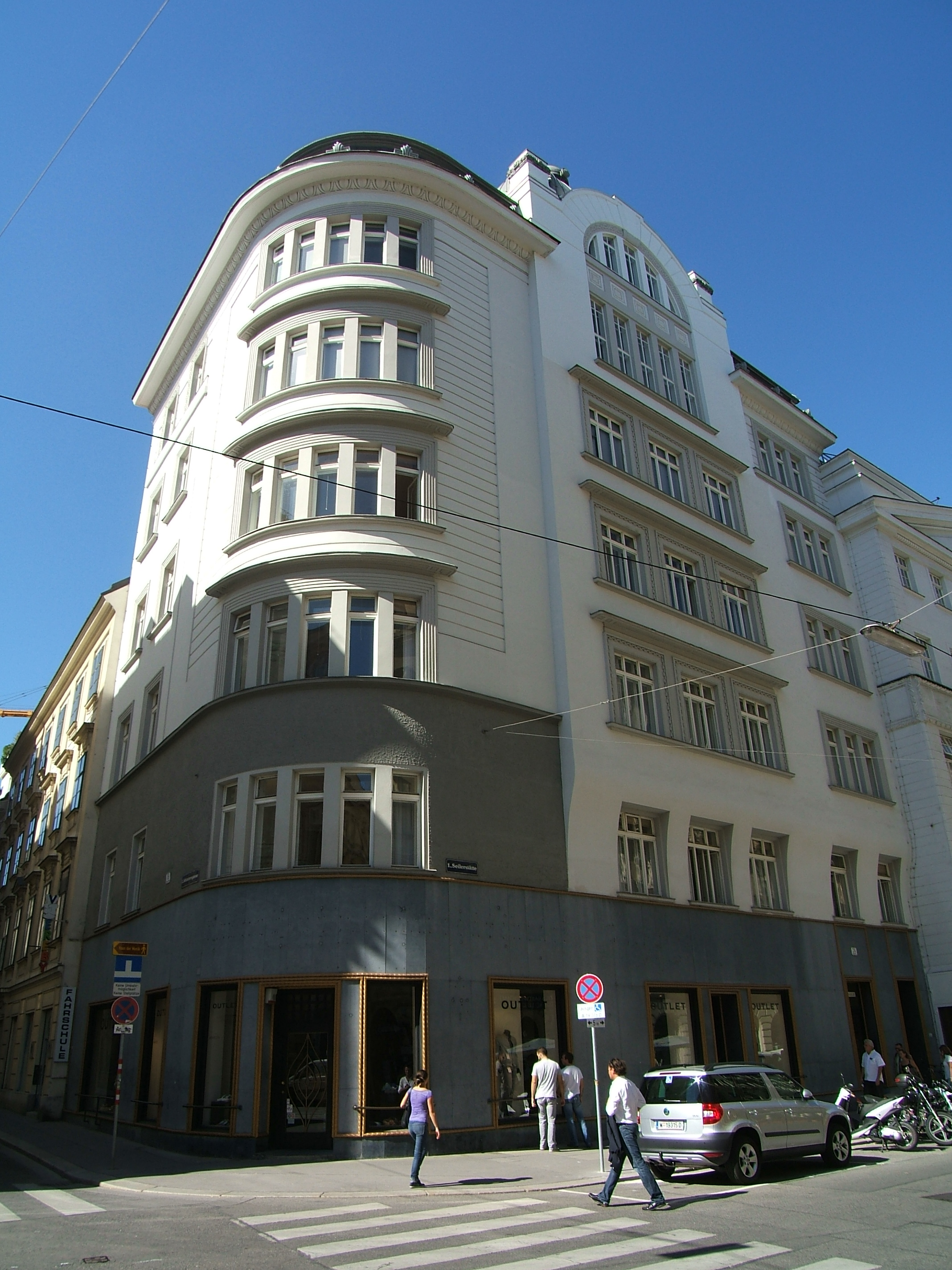
Ehemalige Dicasterialgebäudedirektion an der Seilerstätte in Wien (2011)

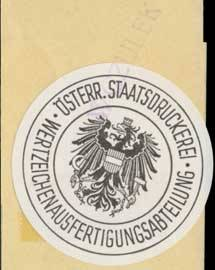
Siegelmarke Österr. Staatsdruckerei Wertzeichenausfertigungsabteilung

Die Österreichische Staatsdruckerei GmbH (OeSD) ist eine private Sicherheitsdruckerei mit Sitz in der österreichischen Bundeshauptstadt Wien.

## Geschichte

### Als staatliche Einrichtung
Die Österreichische Staatsdruckerei ist der Nachfolger der 1804 von Kaiser Franz I. gegründeten k.k. Hof- und Staatsdruckerei. Nach 1918 erhielt sie den Namen Österreichische Staatsdruckerei. 1934 fusionierte sie mit der Druckerei der Wiener Zeitung. Von 1938 bis 1945 firmierte sie als Staatsdruckerei Wien.
Im Jahre 1997 wurde die Österreichische Staatsdruckerei in eine Aktiengesellschaft umgewandelt und 1999 in Print Media Austria AG umbenannt. Aus dieser wurde wiederum 1999 die Österreichische Staatsdruckerei GmbH (OeSD) zum Zwecke der Privatisierung abgespalten. Im Jahr 2000 erwarb Euro Capital Partners (ECP) die OeSD. Die früher auch in der Druckerei hergestellte Wiener Zeitung wurde 1998 ausgegliedert.

### Als Unternehmen in Privatbesitz
Im Jahr 2002 übersiedelte das Unternehmen in die Tenschertstraße 7 im 23. Wiener Gemeindebezirk. Am alten Standort am Rennweg befindet sich seit 2005 ein Hotel. Vom ehemaligen Gebäude der Staatsdruckerei selbst blieb nur die Fassade erhalten.
Die Österreichische Staatsdruckerei GmbH produziert alle Hochsicherheits-Ausweisdokumente der Republik Österreich, wie den Sicherheitspass mit Chip, den Personalausweis, den Scheckkartenführerschein und seit Anfang 2011 den Zulassungsschein im Scheckkartenformat mit Chip (Zulassungskarte). Seit 2006 werden alle österreichischen Sicherheitsdokumente im Hochsicherheitsraum der OeSD mit den Daten der Bürger personalisiert und an die gewünschte Adresse verschickt. Die OeSD ist als „High Security Printer“ zertifiziert und produziert Sicherheitsprodukte (Reisepässe, Briefmarken) für Kunden auf fünf Kontinenten.

## Entwicklung von digitalen Identitäten
Die Staatsdruckerei gehört zu den ersten Unterstützern der FIDO-Allianz, die seit 2013 den Industriestandard Universal Second Factor (U2F) für eine allgemein anwendbare Zwei-Faktor-Authentifizierung entwickelt hat. 2017 gründete die Staatsdruckerei das Tochterunternehmen youniqx Identity AG. Darin bündelt das Unternehmen seine Entwicklungen für sichere digitale Identität, wie das digitale Ausweissystem My Identity App (MIA) sowie Lösung zur sicheren Verwaltung von digitalen Assets (Chainlock). Mit der Unternehmensform der youniqx identity AG wurden auch internationale Beteiligungen und Partnerschaften möglich.
Im Mai 2021 erhielt die youniqx Identity AG nach einer EU-weiten, mehrstufigen Ausschreibung des österreichischen Bundesrechenzentrums (Bundesrechenzentrum GmbH) den Zuschlag für die Erstellung und Wartung sowie die Weiterentwicklung einer IT-Lösung zur Umsetzung einer österreichischen Ausweisplattform. Im Oktober 2022 ist die von der youniqx Identity AG entwickelte Ausweisplattform “eAusweise” mit dem nach ISO/IEC 18013-5 umgesetzten digitalen Führerschein als erstem digitalen Ausweis offiziell gestartet.
Seit dem Start von “eAusweise” wurden schrittweise weitere digitale Ausweise für das Bundesrechenzentrum entwickelt und veröffentlicht, darunter der digitale Zulassungsschein, der digitale Altersnachweis sowie der digitale Identitätsnachweis. Im Oktober 2024 wurde die “eAusweise” Plattform in der Kategorie “Services und Prozesse” mit dem österreichischen “eAward” ausgezeichnet.
Die youniqx Identity AG hat darüber hinaus die digitale Identität “eID.li” für das Fürstentum Liechtenstein entwickelt. Die digitale Identität “eID.li” wurde im April 2020 offiziell veröffentlicht. Im Februar 2025 wurde das größere Update “eID.li 2.0” vorgestellt, welches die Liechtensteinische eID vorab für die kommenden Anforderungen der EU-weiten EUDI-Wallet vorbereiten soll.

## Eigentümerstruktur
Alleingesellschafter der Österreichischen Staatsdruckerei GmbH ist die Österreichische Staatsdruckerei Holding AG. Aktionäre der Holding sind jeweils zu etwa 47 Prozent die G3 Industrie Privatstiftung von Johannes Strohmayer und die GRT Privatstiftung von Robert Schächter. 4,9 Prozent der Anteile hält die Staatsdruckerei Mitarbeiter Privatstiftung, die restlichen etwa 2 Prozent befindet sich in Streubesitz.
Der Aufsichtsrat der Österreichischen Staatsdruckerei Holding AG konstituierte sich im Jahr 2010 mit folgenden Mitgliedern: Johannes Strohmayer (Vorsitzender), dem ehemaligen Vorstand der Volksbanken AG Wilfried Stadler, dem ehemaligen Vorstand der Bank-Austria AG und jetzigen Hauptaktionär der Ithuba Capital AG (vormals Montana Capital Financial Services AG) Willi Hemetsberger sowie zwei Mitgliedern des Betriebsrates der Österreichischen Staatsdruckerei GmbH.

## EU-Mahnschreiben und Verfahren
Innenministerin Maria Fekter begründete die seit 2000 erfolgten ausschreibungslosen Vergaben aller Ausweisdokumente an die Österreichische Staatsdruckerei GmbH in der Beantwortung einer Parlamentarischen Anfrage damit, dass dies das – zuletzt 2001 abgeänderte – Staatsdruckereigesetz so vorsieht. Am 10. Juli 2014 schickte die Europäische Kommission der Republik Österreich wegen der ausschreibungslosen Vergaben an die Österreichische Staatsdruckerei ein Mahnschreiben. Sie hat Österreich darin außerdem aufgefordert, die Rechtsvorschriften zu ändern, die Bundesbehörden verpflichten, die Österreichische Staatsdruckerei direkt mit dem sicheren Druck bestimmter Dokumente zu beauftragen. Da die Regierung nicht binnen der vorgeschriebenen zwei Monaten mitteilte, wie die Verletzung des EU-Rechts abgestellt wird, brachte die Kommission Österreich vor den Gerichtshof der Europäischen Union. Im März 2018 erfolgte schließlich eine Verurteilung Österreichs wegen dieser Vergabepraxis.
Als Reaktion darauf wurden von der Bundesbeschaffung (BBG) unter der Leitung der Finanzprokuratur gemeinsam mit den betroffenen Ministerien (Außenministerium, Innenministerium, Verkehrsministerium) die Ausschreibungsbedingungen für die Herstellung österreichischer Sicherheitsdokumente festgesetzt. Im Anschluss daran erfolgte die Durchführung eines zweistufigen, europaweit bekannt gemachten Vergabeverfahrens mit mehreren Verhandlungsrunden. Diese Ausschreibung umfasste neben der Herstellung des österreichischen Reisepasses, des Personalausweises, des Führerscheins und des Kfz-Zulassungsscheins auch weitere amtliche Dokumente mit besonderen Sicherheitsanforderungen. Im Dezember 2019 wurde das zweistufige Vergabeverfahren durch eine Zuschlagserteilung abgeschlossen. Der Zuschlag erging an die Österreichische Staatsdruckerei GmbH, wodurch die rechtskonforme Versorgung mit amtlichen Dokumenten sichergestellt wurde.
Von 2008 bis zu dessen Auflösung 2010 war Ernst Strasser im Beirat der Österreichischen Staatsdruckerei. Auch Ernst Strassers ehemaliger Kabinettschef Christoph Ulmer war Mitglied des Beirats.

## Gedenktafel
In der Staatsdruckerei befindet sich eine von Leopold Grausam sen. gestaltete Gedenktafel für die Buchdrucker und Widerstandskämpfer Alois Hudec, Gustav Kiesel und Wilhelm Weixlbraun, die 1943 von den Nationalsozialisten hingerichtet wurden. Die Gedenktafel befand sich ab 1963 am damaligen Standort der Staatsdruckerei im 3. Bezirk. Nach der Übersiedlung in den 23. Bezirk wurde sie 2005/2006 renoviert, woran der Sohn des ursprünglichen Bildhauers, Leopold Grausam jun., beteiligt war.